# Paralcis ochroneura
Paralcis ochroneura är en fjärilsart som beskrevs av Louis Beethoven Prout 1916. Paralcis ochroneura ingår i släktet Paralcis och familjen mätare. Inga underarter finns listade i Catalogue of Life.